# Nélson Luise
Nélson Luise, detto Nelsinho (San Paolo, 18 agosto 1939), è un ex calciatore brasiliano, di ruolo centrocampista.

## Biografia
Era nipote di immigrati italiani trasferitisi dal Veneto al Brasile agli inizi del XX secolo. Il cognome originale era con ogni probabilità Luisi, poi deformato in Luise dalla pronuncia della lettera "e" tipica della lingua portoghese.

## Caratteristiche tecniche
Poteva giocare sia come mezzala destra che come ala sulla stessa fascia. In Brasile giocò anche come ala sinistra. Era un giocatore di corporatura minuta che possedeva buone capacità tecniche, specialmente per quanto riguardava l'organizzazione del gioco e la precisione nei passaggi, ma si rivelò, nel complesso, troppo leggero per il campionato italiano d'allora.

## Carriera

### Club
Nelsinho giocò, nel 1961, nella squadra brasiliana del Palmeiras: contrariamente a quanto indicato da buona parte della stampa italiana, egli non era un titolare fisso della formazione di San Paolo, bensì una riserva (aveva giocato 6 partite in prima squadra).
Fu ceduto al Mantova verso la fine dell'ottobre 1961, per una somma di poco superiore ai 6 milioni. Benché l'allenatore bianco-rosso Edmondo Fabbri intendesse impiegarlo già pochi giorni dopo il suo arrivo in Italia, l'attesa per l'esordio del brasiliano si protrasse fino al 7 gennaio 1962, allorché Nelsinho debuttò in Mantova-Venezia 1-0, giocando da ala destra. Giocò poi altre 3 gare nella squadra lombarda, per un totale di 4 incontri, ma non destò impressioni positive: la società decise di non confermarlo in rosa e Nelsinho lasciò l'Italia per tornare in Brasile.